# San Biase
San Biase ist eine Gemeinde (comune) in der italienischen Region Molise und der Provinz Campobasso. Die Gemeinde liegt in den Apenninen etwa 18 Kilometer nordnordwestlich von Campobasso und hat 134 Einwohner (Stand 31. Dezember 2023).